# Баррі Дансер
Баррі Дансер (англ. Barry Dancer, 27 серпня 1952) — австралійський хокеїст на траві.
Срібний призер Олімпійських Ігор 1976 року.